# 法比奧·巴拉索
法比奧·巴拉索（義大利語：Fabio Balaso，1995年10月20日—），是義大利的一位男子排球運動員。他所屬於排球俱樂部盧貝排球，並且也代表義大利國家男子排球隊參賽。